# Relations entre Israël et le Maroc
Les relations entre Israël et le Maroc sont les relations diplomatiques entre l'État d'Israël et le royaume du Maroc. Depuis la création de l'État hébreu en 1948, une relation secrète s'est développée entre les deux États sans qu'il y ait une reconnaissance officielle de l'État d'Israël de la part du Maroc. Le 4 juillet 1994, les deux États ouvrent des bureaux de liaison à Rabat et Tel Aviv après une rencontre diplomatique à Paris entre les deux ministres des Affaires étrangères, Tzipi Livni et Mohamed Benaïssa. Ces représentations seront fermées en octobre 2000 après la seconde intifada.
Le 10 décembre 2020, Israël et le Maroc rétablissent leurs relations diplomatiques dans le cadre d'un accord trilatéral impliquant les États-Unis, qui reconnaissent la souveraineté du Maroc sur le Sahara occidental. Les deux États sont désormais des alliés et collaborent dans le domaine militaire et en matière de renseignements.
Auparavant, les responsables politiques des deux pays se sont rencontrés à plusieurs reprises, notamment le 22 juillet 1986, quand le Premier ministre israélien Shimon Peres s'est rendu au Maroc pour rencontrer le roi Hassan II.

## Histoire des relations entre les deux pays
En 1965, dans la cadre de l’Opération « Oiseaux », le roi du Maroc Hassan II fait enregistrer au profit du Mossad et du Shin Bet les travaux d’une réunion secrète à Casablanca des dirigeants arabes destinée à évaluer leurs capacités militaires. Ces enregistrements donneront à Israël un avantage décisif lors de la guerre des six jours.
En contrepartie, le Mossad israélien procure une aide opérationnelle dans l’élimination de l’opposant marocain Mehdi Ben Barka, enlevé en région parisienne le 29 octobre 1965.
En 1973 le Maroc envoie au Golan un contingent se battre aux côtés des Syriens contre Israël lors de la guerre d'octobre 1973.
Le Maroc envoie 6 000 soldats de ses forces armées royales côté syrien et participé à la bataille de Kuneitra. 
Un « Wikileaks marocain » révèle en 2014 que les États marocain et israélien entretiennent un dialogue politique permanent.
Le président américain Donald Trump officialise le 10 décembre sur les réseaux sociaux la décision du roi Mohammed VI d’établir des relations diplomatiques avec l’État d’Israël. Cette annonce est bientôt suivie d’un communiqué royal. En échange, Washington reconnait la souveraineté marocaine sur le Sahara occidental et décerne à Mohammed VI la Légion du mérite. L'accord de normalisation des relations entre les deux pays est signé officiellement le 22 décembre 2020.
La normalisation avec Israël est perçue comme étant une décision solitaire du roi, le Parlement et les partis politiques n'ayant pas été consultés ni même informés préalablement. La plupart de ces derniers sont restés silencieux, ne souhaitant pas s'opposer à une décision du roi malgré une opinion publique marocaine traditionnellement sensible à la cause palestinienne. Seuls le Parti socialiste unifié et la Voie démocratique ont clairement dénoncé la décision. Les manifestations de rues hostiles à la normalisation sont interdites par le pouvoir. Selon une enquête menée en 2022 par l’Arab Barometer, 75 % des Marocains sont opposés à l’établissement de relations avec Israël.
Depuis la normalisation de leurs relations les deux États ont multiplié les accords dans des secteurs variés, tels que la défense, l’agriculture, l’énergie, l’intelligence artificielle ou encore la cybersécurité.
Le Maroc est intervenu pour faciliter l'obtention par Israël du statut d'observateur au sein de l'Union africaine. En contrepartie, le Maroc souhaite bénéficier d’investissements israéliens importants et intensifier la coopération sécuritaire, laquelle existe de longue date. Israël assure aussi le royaume marocain de son soutien face à son rival régional, l'Algérie, qui soutient publiquement et fortement la cause palestinienne. Cependant, lors de la réunion du 19 février 2023, l'Algérie et l'Afrique du Sud ont réussi à exclure Israël de l'Union africaine malgré les pressions marocaines.
Israël reconnaît officiellement la souveraineté marocaine sur le Sahara occidental.

## Diasporas

### Marocains en Israël
La communauté juive au Maroc est issue d'une présence historique longue. Le gouvernement marocain a toujours accepté la communauté juive sur son territoire même après la création de l'État d'Israël en 1948. Dans les années 1950 et 1960, sous l'action des mouvements sionistes et l'effet de la pauvreté, une grande partie de la communauté juive quitte le Maroc pour l'Amérique latine, les États-Unis, le Canada (et particulièrement le Québec) et la France. Mais l'émigration vers Israël est prépondérante, légale entre 1948 et 1955, avec 70 000 personnes, puis interdite et clandestine entre 1955 et 1961 avec 65 800 personnes, puis, après le naufrage d'un navire, le Pisces, avec quarante-trois passagers, à nouveau autorisée par Hassan II (opération Yakhin). De 230 000 personnes environ en 1948, la communauté juive passe à moins de 70 000 lors de la guerre des Six Jours en 1967. Cette guerre suscite des troubles anti-juifs au Maroc, provoquant une recrudescence d'émigration, plus vers le Canada, l'Espagne et la France que vers Israël. En 1989, la communauté juive marocaine ne dépasse pas les 10 000 personnes. Selon le magazine La Vie éco, c'est finalement plus de 90 % de la communauté juive qui a émigré en Israël.

### Juifs au Maroc
La communauté juive au Maroc est issue d'une présence historique longue. Le gouvernement marocain a accepté la communauté juive sur son territoire même après la création de l'État d'Israël en 1948, facilitant les liens diplomatiques entre les deux États. 
Certaines villes marocaines possèdent des mellahs (quartiers juifs), notamment celle de Marrakech. Le Maroc est également le seul pays arabe à avoir un musée juif.
Le Maroc reconnaît, par ailleurs, l'ascendant hébraïque en tant que composante de la définition de l’identité marocaine, à la lettre du préambule de la Constitution marocaine de 2011. Les juifs marocains, sont activement intégrés à la vie politique, à l'instar du conseiller particulier du roi, André Azoulay, ainsi que l'ancien ministre du Tourisme, Serge Berdugo. De nombreuses écoles juives, présentes dans tout le Royaume, compte en leur sein juifs et marocains, les plus connues étant l'École normale hébraïque et le lycée Maïmonide, toutes deux implantées à Casablanca, et homologuées par l'AEFE (agence française pour l'enseignement français à l'étranger).
Une politique volontariste est menée par le Royaume pour éradiquer l’antisémitisme au Maroc particulièrement, et dans le monde arabe plus généralement.
Certains nombreux observateurs relèvent l'importance des diasporas juives marocaines, et leur influence dans les domaines de la politique, la diplomatie et des affaires. 

## Événements

### Rapprochement militaire
En juillet 2022, c'est la première fois qu'un chef de l'armée israélienne, Aviv Kochavi, effectue une visite officielle au Maroc, consolidant ainsi leur alliance stratégique et militaire.
En juin 2023, Israël participe pour la première fois aux manœuvres militaires African Lion. Selon le porte-parole militaire israélien : « Une délégation de 12 soldats et officiers du Bataillon de Reconnaissance Golani a quitté Israël dimanche pour prendre part aux manœuvres African Lion 2023 qui se déroulent au Maroc » Cependant, l'année précédente, l'armée israélienne a participé à African Lion en tant qu'observateurs militaires internationaux, ce qui signifie que ses soldats n'ont pas participé aux exercices.
Israël est le troisième fournisseur d’armes du Maroc, représentant 11 % du total de ses importations dans ce secteur, après les Etats-Unis et la France, selon le Stockholm International Peace Research Institute. Rabat a notamment acheté en 2023 le système de défense aérienne Barak MX ainsi qu'une trentaine de systèmes d’artillerie automoteurs auprès du groupe israélien Elbit Systems.
Rabat prévoit en 2025 d'acquérir un satellite espion de l’Israel Aerospace Industries, pour un montant proche d'un milliard de dollars. En outre, la société israélienne BlueBird Aero Systems a annoncé le lancement d’une unité de production de drones militaires au Maroc.

### Relations économiques
Les relations israélo-marocaines se sont renforcées pendant la guerre de Gaza menée par Tsahal depuis 2023. Les échanges commerciaux ont atteint 53,2 millions de dollars au cours du premier semestre 2024, soit une hausse de 64 % par rapport à la même période l'année précédente. Israël annonce en mai 2025 l’approbation d’un accord de coopération maritime conclu en 2023 avec le Maroc. Ce texte porte sur plusieurs volets du transport maritime, notamment la sécurité, l’accès aux ports et les droits de douane. Selon Miri Regev, ministre israélienne des Transports, ce partenariat représente « une avancée majeure dans le renforcement des relations entre les deux pays ». Le gouvernement marocain octroie par ailleurs une licence d’exploitation d’hydrocarbures offshore à la société israélienne NewMed Energy dans une zone de 34 000 km² située dans les eaux du Sahara-Occidental.

### Visites officielles
Le 7 juin 2023, Amir Ohana, chef du parlement israélien affilié au Likoud (parti de droite), a effectué la première visite officielle au parlement marocain, marquant ainsi une étape historique en tant que première visite dans un pays musulman. Cette visite a eu lieu à une date symbolique, faisant référence à la guerre des Six Jours, également connue sous le nom de Naksa. Cependant, des manifestations ont également eu lieu pour exprimer leur opposition à cette visite.